# Kiebitzberg (Unternehmen)
Die Kiebitzberg GmbH & Co. KG ist ein Unternehmen in der Hansestadt Havelberg im Landkreis Stendal in Sachsen-Anhalt. Zu den Geschäftsbereichen des Unternehmens gehören Schiffs- und Metallbau, eine Schreinerei und ein Hotel.

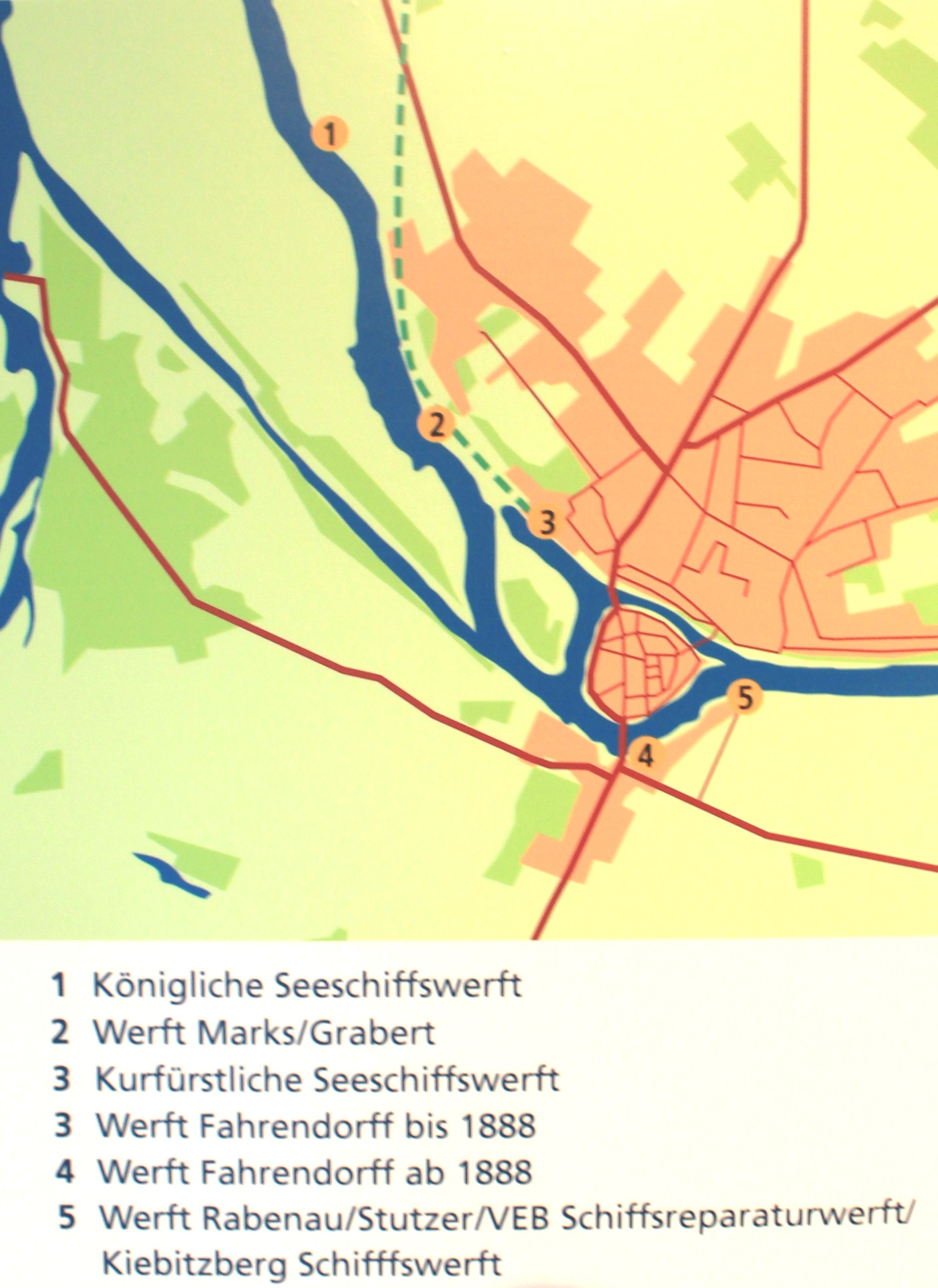
Werftstandorte in Havelberg

## Geschichte
Anfang der 1980er Jahre gründet Andreas Lewerken auf dem „Kiebitzberg“ in Kuhlhausen, in der Nähe von Havelberg, unter dem Namen „Holzspielzeug vom Kiebitzberg“ eine Werkstatt für therapeutisches und didaktisches Holzspielzeug. Nach der Wende war Spielzeug aus Holz nicht mehr gefragt, daher wurde unter dem Namen „Tischlerei Kiebitzberg, Handwerk und Design“ eine neue Firma gegründet, und mit den vorhandenen und neuen Holzbearbeitungsmaschinen wurden Möbel gebaut. Wachsender Auftragsbestand und steigende Mitarbeiterzahlen führten 1996 zu einer Neuansiedlung unter neuem Namen „Kiebitzberg Möbelwerkstätten“ im Gewerbegebiet der Stadt Havelberg.

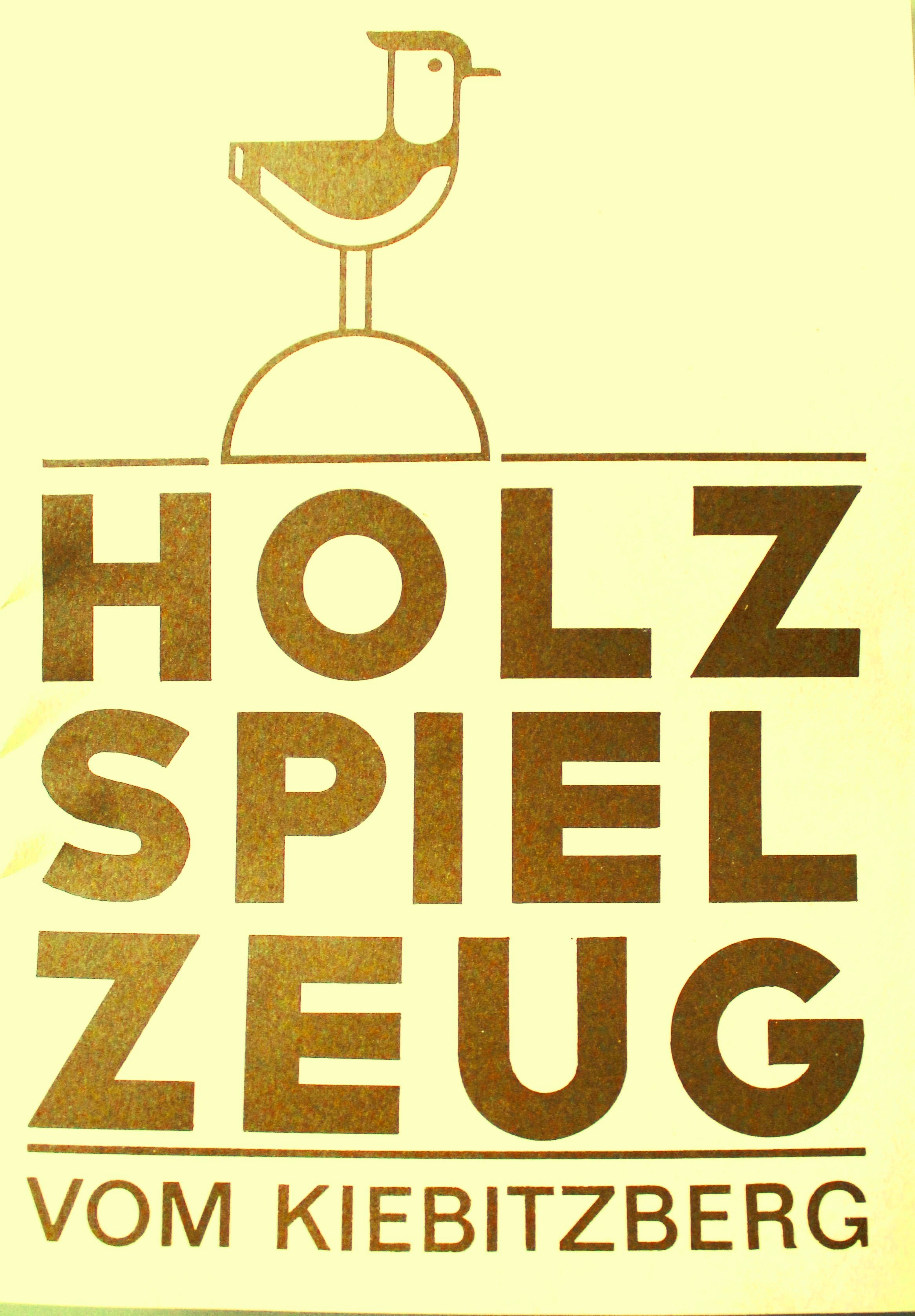
Prospekt der Vorgängerfirma „Holzspielzeug vom Kiebitzberg“

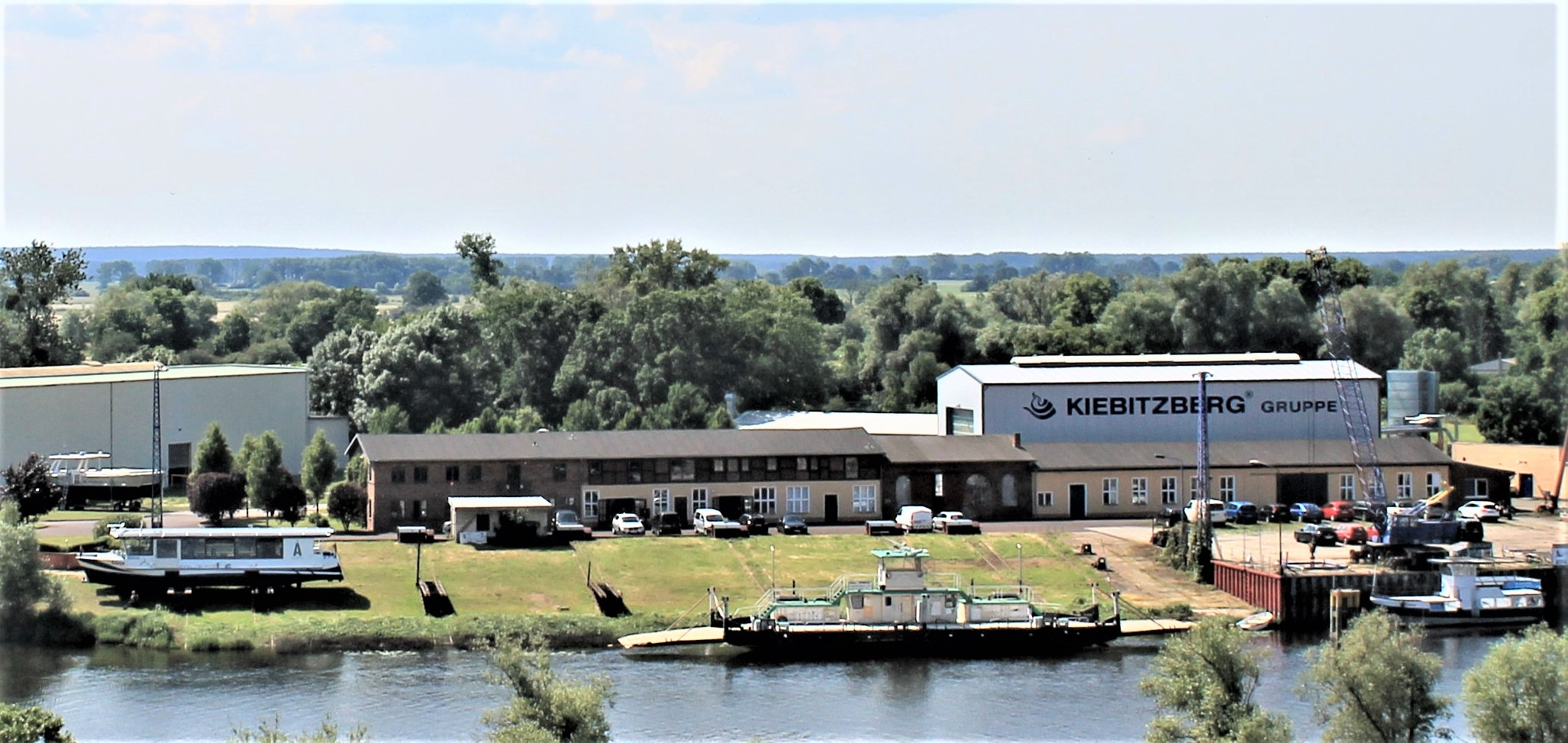
Havelberg, Blick von oben auf die Havel und Kiebitzberg Schiffswerft

Zwei Jahre später wurde die rund 300 Jahre alte Havelberger Werftgeschichte abgewickelt, denn bereits 1687
wurde hier die Kurfürstliche Werft Havelberg gegründet. Sie wurde rund 100 Jahre später von der Königlichen Seeschiffswerft abgelöst. Beide Werften bauten große Schiffsrümpfe, die mit Hilfe von Kamelen über die flache Elbe nach Hamburg getreidelt wurden. Hier wurden die Masten eingesetzt, die Schiff aufgeriggt und an die Kunden übergeben.
Die VEB Binnenwerften arbeiteten ab 1953 bis zur Wende hier in Havelberg und nach gescheiterten Versuchen zur Privatisierung hat Andreas Lewerken die Binnenwerft von der Treuhand gekauft. Das 28.000 Quadratmeter große Gelände der Werft wurde entkernt, Gebäude um- und neu gebaut und es entstanden neben Möbelwerkstätten die ersten Projekte. Neben kleineren Schiffsreparaturen und Stahlarbeiten wurden Tischlerarbeiten durchgeführt und es wurden Küchenarbeitsplatten, Waschtischanlagen, und Designobjekte für Kunden in ganz Deutschland gebaut und geliefert.
Andreas Lewerken begann mit dem Schiffsinnenausbau, danach folgten Reparaturaufträge und später der Neubau von Spezialschiffen. 2001 wird der erste Schiffsneubau abgeliefert, aus anfangs drei Mitarbeitern wurden über 40.
Der Sohn Florian Lewerken übernahm nach einer Tischlerlehre und Studium die entstehende Boots- und Schwimmstegfertigung. 2005 besuchte der damalige Bundeskanzler Gerhard Schröder die Werft.
2007 wurde in Havelberg das stark sanierungsbedürftige Hotel Schmokenberg gekauft und bis 2012 entstand daraus das firmeneigene Hotel Kiebitzberg.
2016 eröffnete die Kiebitzberg-Gruppe Niederlassungen in Leipzig und Rostock und ist in Deutschland inzwischen mit fünf Standorten und rund 110 Mitarbeitern vertreten. Schwerpunkte sind neben Möbelbau der Bau von Steganlagen, Bootsgaragen und Schiffen mit den Schwerpunkten Katamarane, Aluminiumbearbeitung mit Wasserstrahlschneiden und zunehmend Solar- und Akkuschiffe.

## Schiffsneubau
Als erste Neubauten entstanden der Traditionssegler Adelante und der Katamaran Antonia. 2006 wurde an die Reederei Belis mit der Positano das erste seegehende Schiff der Kiebitzberg Schiffswerft abgeliefert. 2008 folgten der für 220 Personen zugelassene Schaufelraddampfer Baltic Star für die Ostseeküste und die Hafenbarkasse Hanseat für den Hamburger Hafen.
Angelehnt an klassische Fischereitrawler wurde 2008 zusammen mit den Eignern die 15 m Luxusyacht Anassa  für Binnen und Küstengewässer entwickelt. Die Kiellegung fand am 27. Oktober 2008 statt und 2009 wurde das Schiff getauft und dem Eigner übergeben. 2009 wurde der Fliegende Holländer, ein Wassercabrio für die Berliner Spree und den Landwehrkanal abgeliefert. Die Kiellegung erfolgte am 27. Oktober 2008 und am 19. September 2009 wurde das Schiff getauft und abgeliefert.
2010 wurde das Wassercabrio Astana an Dr. Akobir Tursunov, der den Auftraggeber ENRC Kamek aus Kasachstan vertrat, übergeben. Mit der Esil folgte im Juni ein Schwesterschiff nach Kasachstan. Im Auftrag vom WSA Eberswalde folgten zwei 14 Meter Rammprahme für wasserbauliche Befestigungsarbeiten. Für das Kibitzberghotel entstand das PonTOM Cabrio, ein Katamaran aus Aluminium mit vollverglastem Fahrstand und eine Achterkabine mit großer Pantry und luxuriösem Eignerbad. Es kann stundenweise oder für Tagesfahrten gechartert werden.
Entstanden sind bis 2019 insgesamt 17 Schiffe, darunter ein Solarhausboot, zwei kleine elektrisch angetriebenen Fähren für Island, ein kleines Forschungsschiff ein Trawler sowie viele Schwimmsteganlagen und Arbeitsplattformen.

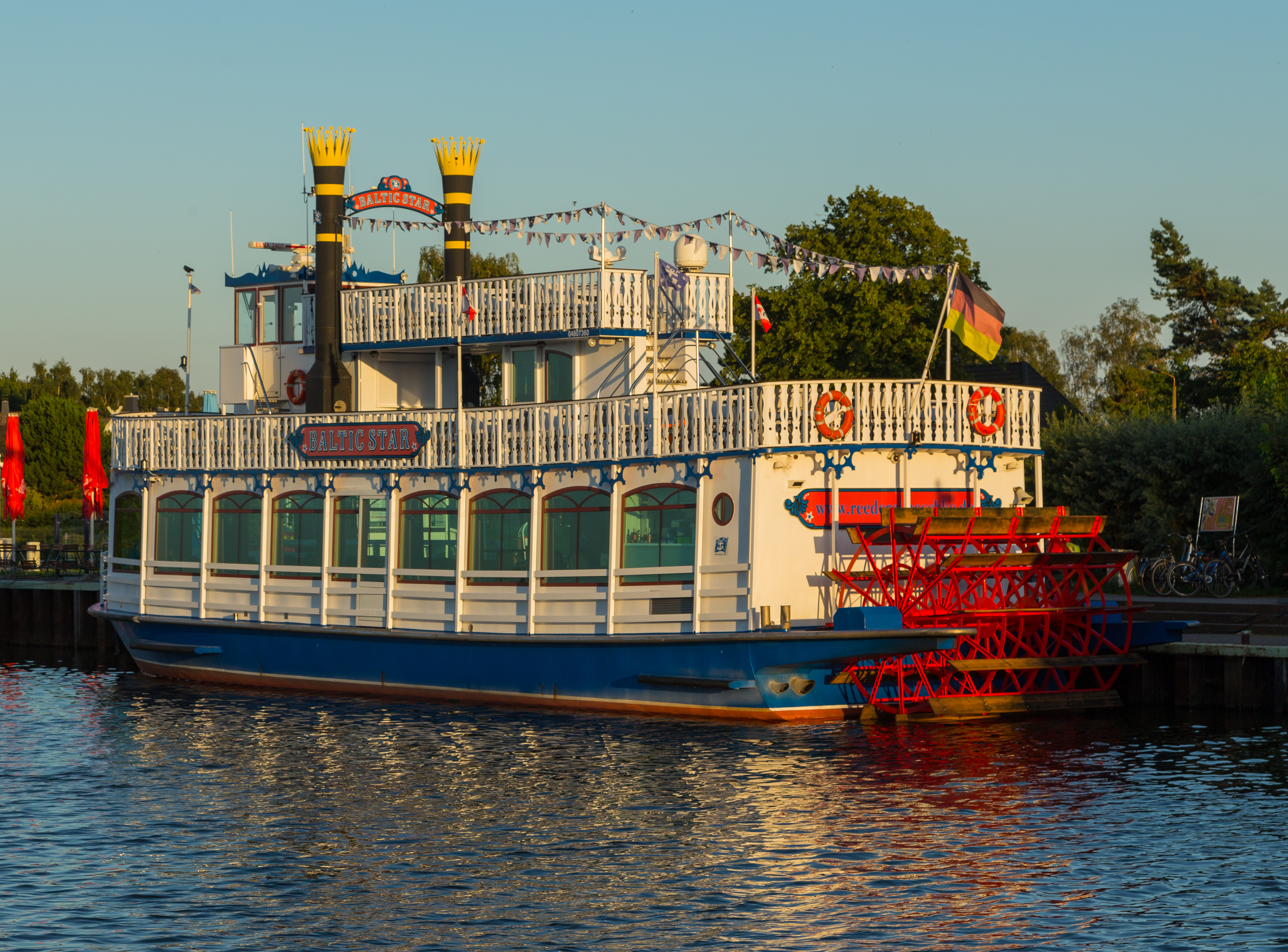
Der Mississippi-Raddampfer Baltic Star für 220 Personen wurde 2008 von Renate Lewerken in Havelberg getauft

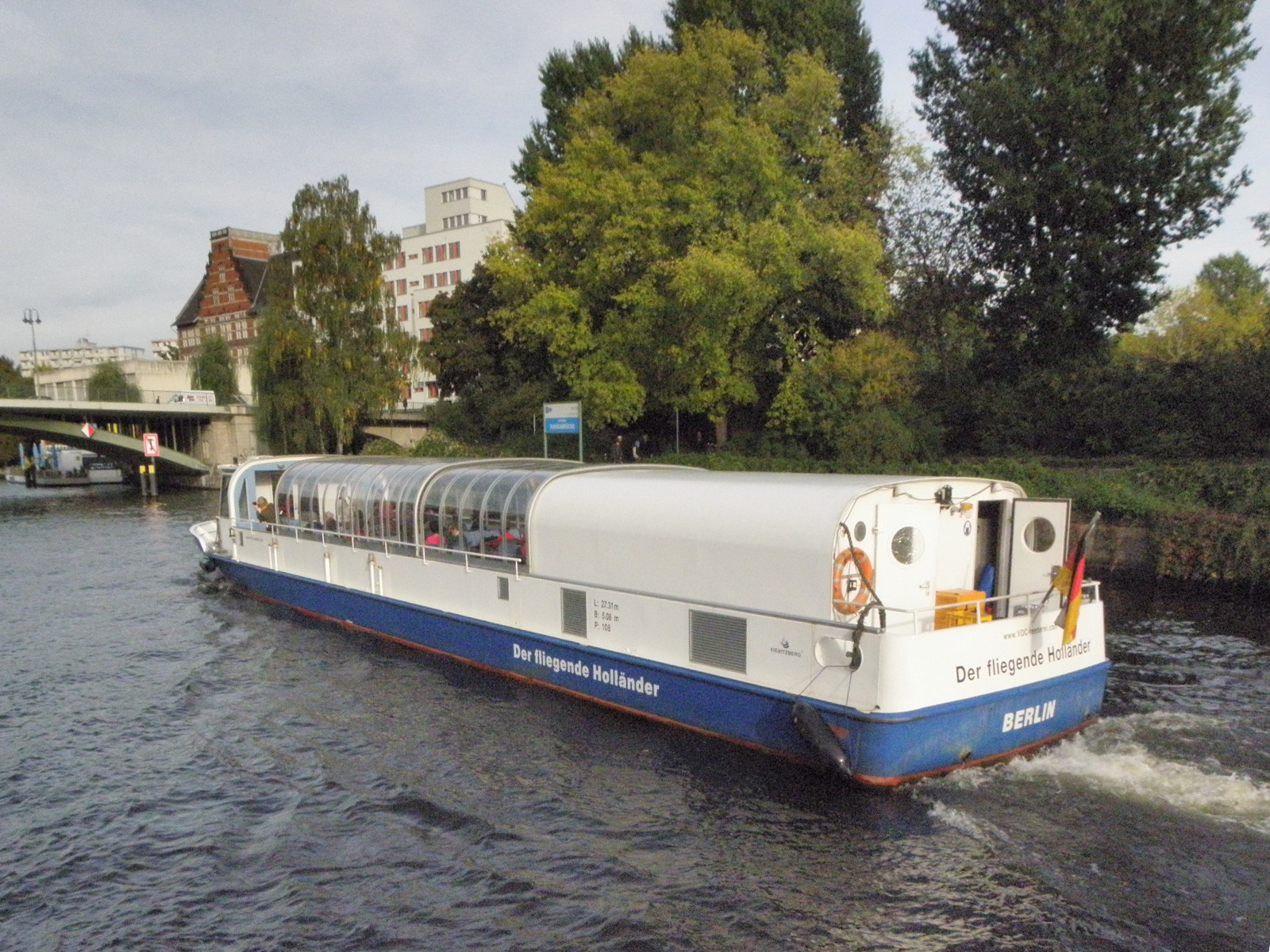
Der fliegende Holländer in Berlin auf der Spree, ein Aqua-Cabrio für 100 Personen

## Suncat 120
Unter der Typbezeichnung Suncat 120 baute die Werft zwei (Stand Januar 2019) Solarschiffe für 180 Fahrgäste. Diese sind 7,00 Metern breit und 36,50 Meter lang und haben eine Verdrängung von rund 80 Tonnen. Der Tiefgang beträgt 0,90 Meter und die Antriebsleistung des Typschiffes zweimal 45 Kilowatt. Am 29. August 2018 erfolgte die Kiellegung. Der Katamaran aus Aluminium wurde mit einem Autokran im Stapelhub zu Wasser gelassen, und im Dezember 2019 wurde das Schiff an die Berliner Reederei SolarCircleLine abgeliefert.
Das Solarschiff mit E-Motoren und Propellerantrieb erhält den notwendigen Strom aus den in den Schwimmkörpern installierten Akkus und ist mit 48 Solarmodulen, die auf dem Oberdeck verlegt wurden, ausgerüstet. Es kostete rund zwei Millionen Euro und wird für Rundfahrten, Tagungen oder Feste eingesetzt. Ein weiteres baugleiches Schiff für den gleichen Abnehmer wurde 2020 abgeliefert. Geladen werden die Akkus während der Fahrt über die Solarmodule, die auf dem Dach des Bootes verbaut wurden, sowie von der Schnellladesäule im Treptower Park. Eine Akkuladung reicht für zehn bis zwölf Stunden Fahrt.
Anfang Dezember 2019 wurde die Suncat 120 für die Überführung von Havelberg nach Berlin-Treptow vorbereitet. Die Bergfahrt wurde nach vier Schleusungen zur Übernachtung auf der halben Strecke im Fischer- und Schifferort Pritzerbe bei Brandenburg am 12. Dezember unterbrochen. Dabei wurden die Akkus aufgeladen.
Der Auftraggeber, die Firma SolarCircleLine wurde von Solarwaterworld, die seit 2001 Solarschiffe entwickelt, als eine neue Tochterfirma gegründet. Sie soll die solar-elektrischen Fahrgastschiffe in Berlin betreiben. Die Stern- und Kreisschiffahrt ist als Minderheitsgesellschafter mit 24,9 Prozent beteiligt.
Diese Schiffe werden von der SolarCircleLine, der ersten rein solar-betriebene Fahrgastschiff-Reederei, eingesetzt., wurde von den beiden Geschäftsführern des 2016 gegründeten Start-up-Unternehmens Solar Circle Line, Tim Schultze (u. a. CEO SolarWaterWorld) und Andreas Behrens (u. a. Geschäftsführer, Stern- und Kreisschiffahrt) gesagt.
Hintergrund für diese neuen von Sonnenstrom angetriebenen Berliner Fahrgastschiffen ist das Bestreben des Berliner Senats, dass die Berliner Schifffahrtsunternehmen bis 2030 ihre CO2-Emissionen um 30 Prozent und ihre Dieselemissionen um 90 Prozent reduzieren. Im Frühjahr 2018 wurde in Berlin daher auch der Verband für Elektroschifffahrt und Ladeinfrastruktur gegründet.

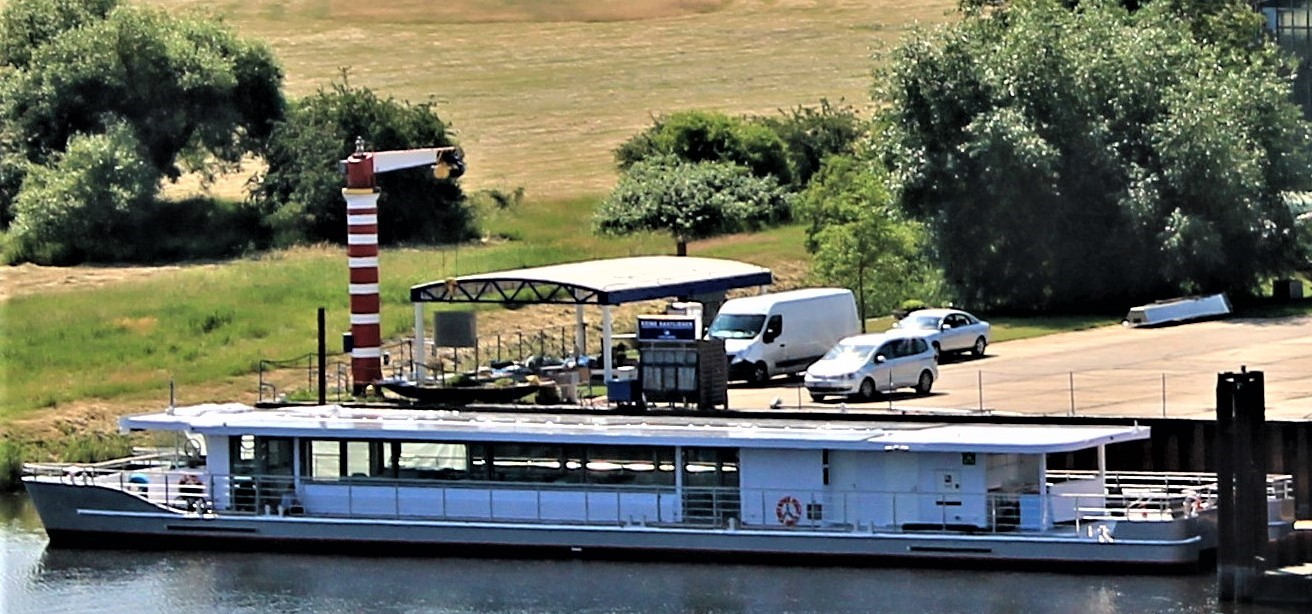
Suncat 120, Solarschiff

## Auszeichnungen
- 1999 wird Andreas Lewerken mit dem „Großen Preis des Mittelstandes“ ausgezeichnet
- 2010 „Unternehmen des Jahres“ im Land Sachsen-Anhalt
- 2011 „Unternehmen des Monats Februar 2011“
- 2013 „Sterne für Sachsen-Anhalt“ – mit dem „Stern“ als Symbol für ein leuchtendes Vorbild der EU-Strukturfondskampagnen 2013/2014.

Siehe auch Werften in Havelberg.